# Salou Djibo
Salou Djibo (Niamey, 15 de abril de 1965) es un militar nigerino, "comandante de la compañía de apoyo de Niamey". Desde el golpe de Estado del 18 de febrero de 2010, que destituyó al Presidente de la República Tandja Mamadou, Djibo fue el mandatario del Níger en su calidad de presidente del Consejo Supremo para la Restauración de la Democracia.

## Biografía
Salou Djibo nació en 1965 en Namaro, un pueblo y comuna rural, cercana al río Níger. [5]  Es de ascendencia Zarma.  Djibo está casado y tiene cinco hijos. 
En 1995, Djibo sometió a un entrenamiento militar en Bouaké, Costa de Marfil antes de comenzar el entrenamiento oficial en 1996.  Fue comisionado como segundo teniente en 1997 y ganó la promoción a teniente en 1998, a capitán en 2003 y a chef d'Escadron (mayor) en octubre de 2006.  Djibo también ha recibido formación en Marruecos y China.
De varios puestos que ha tenido Djibo, fue instructor en el centro militar Agaedres, comandante del pelotón, comandante, 121 de commandement Compagnie d'Appui y de Servicios, y el comandante de la guarnición de la capital de Níger, Niamey
Djibo sirve en las Naciones Unidas para el mantenimiento de la paz las fuerzas de Costa de Marfil (2004) y la República Democrática del Congo (2006).
El 18 de febrero de 2010 las fuerzas militares del Níger tomaron el poder arrestando al presidente Tandja Mamadou y a su gabinete en la casa presidencial donde se encontraban. Se declaró un estado de Toque de queda y se suspendió la constitución. En un comunicado se le pedía al pueblo que se quedara en sus hogares para evitar pérdidas de vidas, mientras que las radios y televisiones seguían transmitiendo. Así se formó el CSRD liderado por Djibo.
El 17 de enero de 2011 es arrestado el derrocado Tandja Mamadou, en una cárcel a las afueras de Niamey, quien había estado en arresto domiciliario en la Casa Presidencial desde su derrocamiento.
Tras haberse celebrado elecciones regionales el 11 de enero de 2011, hubo mucha inestabilidad, así que el 20 de enero los candidatos pidieron al consejo electoral suspender las elecciones hasta febrero, el presidente del consejo de estado, Djibo rechazó la petición en pos del regreso de la democracia.
El CSRD anunció que pretendía hacer del Níger un modelo de democracia y de buena gobernación.
Djibo era "poco conocido" antes del golpe de Estado. Procedente de la etnia djerma-songhay, se había desempeñado en las fuerzas de la ONU en Costa de Marfil y en la República Democrática del Congo.
Para el 15 de agosto de 2010 se tomó estado de alarma por la grave crisis de hambruna que había en el país, nunca antes vista incluso superando aún más a la que había habido en 2005, se pidió ayuda internacional para traer alimentos al país.
Finalmente, el 7 de abril de 2011 entregó el poder al presidente electo Mahamadou Issoufu.
Djibo se retiró del ejército en 2019.  El 29 de junio de 2020 anunció su candidatura para las elecciones generales de 2020.